# Вурманкасы (Аликовский район)
Вурманкасы́ (чув. Вӑрманкас Юнтапа) — деревня в Аликовском муниципальном округе Чувашской Республики. Входила в состав Ефремкасинского сельского поселения до его упразднения в 2022 году.

## Общие сведения о селении
В настоящее время деревня в основном газифицирована. Есть магазин, спортивная площадка. Единственная улица носит имя М. Ястрана.

### География
Расстояние до Чебоксар 70 км, до районного центра — 11 км, до железнодорожной станции 44 км. Расположена на правобережье реки Сорма.

### Административно-территориальная принадлежность
В XIX веке — 1927 год в составе Яндобинской, Асакасинской волостей, Челкасинского общества Ядринского уезда, в 1927—1962 годах в составе Аликовского района, в 1962—1965 годах — в составе Вурнарского района, с 1965 года вновь в Аликовском районе.

### Климат
Климат умеренно континентальный с продолжительной холодной зимой и тёплым летом. Средняя температура января −12,9 °C, июля 18,3 °C, абсолютный минимум достигал −44 °C, абсолютный максимум 37 °C. За год в среднем выпадает до 552 мм осадков.

## История
Деревня образована выходцами из села Воскресенское, Большая Яндоба тож (ныне село Яндоба). В XIX — начале XX веков частями входила в смежные общины деревень Яндоба и Караево. Жители до 1866 года государственные крестьяне; занимались земледелием, животноводством, отхожими промыслами. С 1911 года функционировала церковноприходская школа (Яндобинский приход). В начале XX века действовала ветряная мельница. В 1933 году образован колхоз им. Сталина, с 1954 года жители — в составе колхоза «Волга».

## Название
Происхождение названия деревни можно объяснить двояко: от имени чуваша-язычника Вăрман + касси «деревня Вурмана» и от чув. вăрман «лес» (Л. А. Ефимов. Элӗк енӗ.) Большинство деревень образованы на месте вырубки леса, их название произошло от чув. вăрман «лес».— Географические названия Чувашской Республики

### Исторические названия
Вăрманкасси (1927). В церковных документах до 1894 года называлась Орешкино.

## Население
| 2010 | 2012 |
| ---- | ---- |
| 124  | ↗157 |

По данным Всероссийской переписи населения 2002 года в деревне — 144 жителя, преобладающая национальность — чуваши (100 %)

## Связь и средства массовой информации
- Связь: ОАО «Волгателеком», БиЛайн, МТС, Мегафон, НСС, Смартс. Развит интернет ADSL-технологии.
- Газеты и журналы: Аликовская районная газета «Пурнăç çулĕпе» (По жизненному пути). Языки публикаций: чувашский, русский.

- Телевидение:Население использует эфирное и спутниковое телевидение, за отсутствием кабельного телевидения. Эфирное телевидение позволяет принимать национальный канал на чувашском и русском языках.

## Люди, связанные с Вурманкасами
- Максим Ястран — чувашский поэт, переводчик.

## Памятники и памятные места
- Памятник Ястрану Максиму Григорьевичу, участнику Великой Отечественной войны 1941—1945 годов (ул. М. Ястрана, около дома 46)[9].